# Baños de Las Ánimas
Los baños Las Ánimas son manantiales termales ubicados en la Región de Tarapacá, cerca de la ciudad de Pica, utilizados para fines medicinales.

## Historia
Luis Risopatrón lo describe en su Diccionario Jeográfico de Chile de 1924:: 36 
Animas (Vertientes de las) 20° 30' 69° 21'. Dan 12,85 litros de agua por segundo i revientan, con 31° C de temperatura, en el centro de un cañaveral, rodeado de terrenos de cultivo, a unos 100 m al E del pueblo de Pica; sus aguas se almacenan en un estanque. 63, p. 101; i 168, p. 43 i plano; i vertiente en 77, p. 70; 95, p. 101; i 96, p. 72; i termas Baños de las Animas en 68, p. 36.